# Erpeldange
Erpeldange (luxembourgsk: Ierpeldeng) er en kommune og et byområde i Luxembourg. Kommunen, som har et areal på 17,97 km², ligger i kantonen Diekirch i distriktet Diekirch. I 2005 havde kommunen 2.094 indbyggere.
49°51′50″N 6°06′50″Ø / 49.8639°N 6.1139°Ø